# Mohamed Hubail
Mohamed Hubail (* 23. Juni 1983) ist ein bahrainischer Fußballspieler.
Von 2002 bis 2004 spielte Hubail bei Al-Ahli in Manama. Nachdem der offensive Mittelfeldspieler ein Jahr lang bei Al-Gharafa in Katar gespielt hatte, wechselte er zur neuen Saison zum Ligakonkurrenten Qatar Sports Club. Er ist Stammspieler der bahrainischen Nationalmannschaft. Bekannter als Mohamed ist sein älterer Bruder A'ala Hubail vom al Kuwait SC. 2011 wurde er zu zwei Jahren Gefängnis verurteilt, weil er an Protesten gegen die Regierung teilgenommen hatte.